# Petrus Nottet
Petrus Wilhelmus Frederikus Nottet, detto Peter (L'Aia, 23 settembre 1944), è un ex pattinatore di velocità su ghiaccio olandese.

## Palmarès

### Olimpiadi invernali
- Bronzo a Grenoble 1968 nei 5000 metri.